# Leonardo Marras
Leonardo Marras (n. 12 ianuarie 1973, Grosseto, Toscana, Italia) este un politician italian, președinte al provinciei Grosseto (2009–2014) și ministru regional pentru economie al Toscanei (din 2020).